# The Optimist LP
The Optimist LP è il primo album in studio del gruppo musicale britannico Turin Brakes, pubblicato nel 2001.

## Tracce
1. Feeling Oblivion - 3:52
2. Underdog (Save Me) - 3:35
3. Emergency 72 - 4:05
4. Future Boy - 4:00
5. The Door - 3:52
6. State of Things - 3:33
7. By TV Light - 4:53
8. Slack - 3:16
9. Starship - 2:50
10. The Road - 5:33
11. Mind Over Money - 4:53
12. The Optimist - 7:43